# Pachites appressa
Pachites appressa é uma espécie de orquídea terrestre pertencente à subtribo Satyriinae, endêmica da África do Sul, nas montanhas localizadas ao nordeste de Swellendam, onde são bastante raras. Geralmente habitam áreas de solo arenoso e bem drenado, em meio aos arbustos, e florescem abundantemente após incêndios ocasionais da primavera. É a espécie-tipo do gênero Pachites.
Crescem a partir de um tubérculo que origina caules com poucas folhas lineares. A inflorescência não se ramifica e comporta muitas flores não ressupinadas, com sépalas e pétalas estreitas e parecidas, conferindo aspecto actinomórfico às flores. O labelo é semelhante aos outros segmentos. A coluna é bastante alongada e contém duas polínias com dois viscídios afastados. Nada se sabe sobre a polinização deste gênero. Não há informações sobre Pachites em cultivo..